# Extreme Dinosaurs
Extreme Dinosaurs es una serie animada estadounidense producida por DIC Productions, L.P. y Bohbot Entertainment en 1997 basada en una línea de juguetes de Mattel de 1996. Esta serie es un spin-off de la serie animada Street Sharks (en donde aparecieron por primera vez llamados como Dino Vengers).
La serie está en la misma línea que Las Tortugas Ninja y Parque Jurásico. Se transmitió en sindicación como parte del bloque Bohbot Kids Network de Bohbot Entertainment, donde se emitió durante una temporada en 1997.

## Trama
La serie estaba protagonizada por un Tyrannosaurus, un Triceratops, un Stegosaurus y un Pteranodon que fueron transformados en súper guerreros por un criminal interdimensional llamado Argor Zardok. Se rebelaron contra el criminal alienígena y lucharon contra el segundo grupo de guerreros de Argor, conocido como los malvados Raptors. Eventualmente, el objetivo de los Raptors es causar el calentamiento global aumentando la temperatura de la Tierra, lo que hará que la vida en la Tierra sea más cómoda para los dinosaurios.

## Línea de juguetes
Tanto Extreme Dinosaurs, como Street Sharks, eran una línea de juguetes para acompañar el show. Los juguetes fueron hechos en su mayoría de vinilo flexible e incluían una o varias armas. Extreme Dinosaurs tuvo una serie que también proliferó durante la década 1990.

## Personajes

### Extreme Dinosaurs
- T-Bone (Tyrannosaurus): Es el líder del equipo, sin duda el más agresivo y fuerte de los Extreme Dinos; puede que también le gusta pelear por su cuenta, pero además de eso es un líder que siempre se concentra en las peleas. Amante de la salsa picante, este tiranosaurio nunca se rinde cuando encuentra un nemesis.
- Stegz (Stegosaurus): Es el especialista en tecnología en el equipo y el más contemplativo de ellos. Su cuerpo puede resistir cualquier tipo de ataques destructivos, utilizando las placas en la espalda como su escudo.
- Spike (Triceratops): Experto en artes marciales, Spike está armado con una cabeza dura con cuernos que puede levantar cualquier peso y derribar obstáculos realmente duros. Le gusta pelear contra los malvados raptores.
- Bullzeye (Pteranodon): Un joven pteranodon cuya arma principal es un grito sónico. Bullzeye es un poco haragán y tiene la mala costumbre de hacer compras fuera de la red e infomerciales.
- Hardrock (Ankylosaurus): Se unió al equipo en la mitad de la serie. Hardrock es de otra dimensión y es demasiado amable por naturaleza, pero todavía es capaz de luchar con eficacia, es el pacífico y el más respetuoso.

### Raptors
Los Raptors son los archienemigos de los Extreme Dinosaurs, con la determinación de cambiar el clima de la Tierra con un calentamiento global para que se adapte más a sus comodidades.
- Bad Rap : Es un raptor anaranjado con rayas, líder de los Raptors, que tiene un bozal de metal como dispositivo conectado a la boca (y, brevemente, un arma en una mano que puede disolver la materia sólida sin esfuerzo). Su objetivo es alterar permanentemente la Tierra, toda la biosfera para que se asemeje más al Mesozoico.
- Haxx: Un raptor caoba con implantes en la parte posterior de cada muñeca que producen hojas de color verde, cuya cola se ha sustituido con una hoja de cubierta. Como es uno de los dinosaurios menos dotados, es demasiado torpe e idiota para llevar a cabo planes de sus compañeros y por lo general estropea todos sus objetivos.
- Spittor: Un raptor rosa con lanzadores en el dorso de cada muñeca y en la garganta que el spray adhesivo con un potente ácido. Su suministro se interrumpe en el primer episodio y se pasa otros episodios tratando de encontrar un sustituto. Es el "cerebro" de los Raptor y es muy hábil en hacer planes sofisticados.

### Quadrainians
Los Quadrainians son una raza de humanoides de piel azul de Quadrainia, que permanece como un lugar no visto durante la serie.
- Argor Zardok: Argor Zardok es un criminal buscado de Quadrainia que llega a la Tierra durante el Mesozoico y transforma a la mayoría de los personajes principales en sus soldados personales. Terminó provocando el evento K-T al equipar a Bad Rap con un arma supremamente poderosa.

- Chedra Bodzak: Una oficial de la ley varada en la Tierra junto con los Extreme Dinosaurs y distinguida por sus referencias constantes al 'Libro de códigos' que contiene las leyes de su sociedad. Sirve como mentora de los Extreme Dinosaurs y como contraste cómico cuando ellos transgreden los edictos de su libro.

### Aliados
- Porcupine McVells: El paleontólogo y dueño del Museo de los Dinosaurios privado. Estando muy acostumbrado a las cosas raras, él no tiene inconveniente en que se permita a los Extreme Dinosaurs a permanecer en este establecimiento como su guarida durante el tiempo que ellos deseen.
- Príncipe H: Un príncipe ficticio de Inglaterra, que a veces ayuda a los Extreme Dinosaurs con algunas misiones. Él mantiene su secreto.
- Ridge: Un dinosaurio de especie desconocida (aunque muy probable sea un Dilophosaurus). Él lucha como campeón en una lucha intergaláctica escenario dominado por una reina.

### Otros personajes
- Ditto: Es un avestruz mascota de Stegz que había nacido de un huevo que Bad Rap confundió con uno de los huevos de dinosaurios reales. De vez en cuando aparece en varios episodios.

## Lista de episodios
1. Out of Time
2. Fossil Fooled
3. Ick-Thysaurus Vacation
4. Inevitable Eggstinction
5. Monstersaurus Truckadon
6. Saurian Sniffes
7. Raptoroid
8. Mission Implausible
9. Bullzeye Surfs The Web
10. Loch Ness Mess
11. Rebels without a Clue
12. Dialing for Dinosaurs
13. Cyber-Raptors
14. Lunar Toons
15. Raptorian Crude
16. Incredible Shrinking Dinosaurs
17. Shink Rap
18. Jurassic Art
19. There's no Place like Dome
20. The Rule Book of love
21. Have a Nice Daynosaur
22. The Dinosaur Prophesy
23. Bones of Contention
24. The Bad Seed
25. The Return of Argor
26. Holiday on Ice
27. Earth vs. the Flying Raptors
28. The Raptor who would be King
29. Jelousaurus
30. Day of the Condorsaurus
31. Night of the Living Pumpkins
32. Lights, Camera, Raptors
33. A Few Good Dinosaurs
34. Captain Pork
35. Jinxed
36. Enter the Dinosaurs
37. The Weresaur
38. Tiptoe Through the Tulips
39. Colosso-Dome
40. Dinosaur Warriors
41. Safari-Saurus
42. Cliff Notes
43. The Mysterious Island of Dr. Monstromo
44. Agent Double O Dinosaurs
45. T-Foot
46. Zogwalla-Con
47. Surfasur's Up
48. Salsafied
49. The Extreme Files
50. Sir Gus and the Dragon
51. Medusasaur
52. A Bone to Pick

## Emisión Internacional
- Serbia
  - Disney XD
- Chile
  - Megavisión (1997-1999)
  - Chilevisión (1998-2001)
  - UCV Televisión (2003–2004)
  - Funbox (2015-presente)
- Ecuador
  - Canal Uno (2011-Presente)
- Latinoamérica
  - Cartoon Network (1998-1999)